# Ladi Kwali
Ladi Kwali (16 de marzo de 1925-12 de agosto de 1984) fue una ceramista nigeriana, distinguida con la Orden del Níger y miembro de la  Orden del Imperio Británico.
Ladi Kwali nació en el pueblo de Kwali en la región de Gwari, al norte de Nigeria, donde la alfarería era una ocupación  entre las mujeres nativas. Aprendió a hacer cerámica de niña de la mano de su tía, utilizando la técnica tradicional del urdido. Hacía grandes cántaros para el agua, ollas de cocina, cuencos y frascos con rollos de arcilla, golpeados desde el interior con una paleta plana de madera. Los decoraba con estilizados motivos geométricos y figurativos incisos como escorpiones, lagartos, cocodrilos, camaleones, serpientes, pájaros y peces. Imprimía los  dibujos en la parte superior de las figuras haciendo rodar pequeñas ruletas de cuerda retorcida o madera con muescas sobre la superficie de la arcilla, unas veces como bandas horizontales y otras en paneles verticales. Las ruletas consistían en pequeños cilindros de madera dura, de dos o tres pulgadas de largo y media pulgada de diámetro, con muescas en patrones rectos, oblicuos o paralelos. Las vasijas de barro y las técnicas decorativas se remontan al período neolítico. Siguiendo el método tradicional de la región, se cocían en una hoguera de vegetación seca. Sus vasijas destacaban por la belleza de sus formas y decoración, y fue reconocida regionalmente como una alfarera eminente y talentosa. Algunos de sus trabajos fueron adquiridos por el emir de Abuya, Alhaji Suleiman Barau, en cuya casa las vio Michael Cardew en 1950.

## Biografía
Nació en el pequeño pueblo de Kwali, actual Consejo de Área de Kwali del Territorio de la Capital Federal, en 1925 (otros historiadores fijan su fecha de nacimiento en 1920), en una familia que mantenía la tradición alfarera de las mujeres. Mallam Mekaniki Kyebese, el hermano menor de Ladi Kwali, declaraba: “Incluso en los primeros años de alfarera, Ladi Kwali destacaba por sus productos artesanos que a menudo se vendían incluso antes de ser llevados a los mercados”.
Durante sus primeros años de profesión, el entorno cultural tradicional la llevó a producir piezas de cerámica inspiradas en la tradición gbagyi y acentuadas con modismos personales. Su acercamiento a la arcilla tenía un trasfondo matemático, que se hacía visible por el continuo despliegue de simetría. Ladi murió en 1984, a los 59 años.

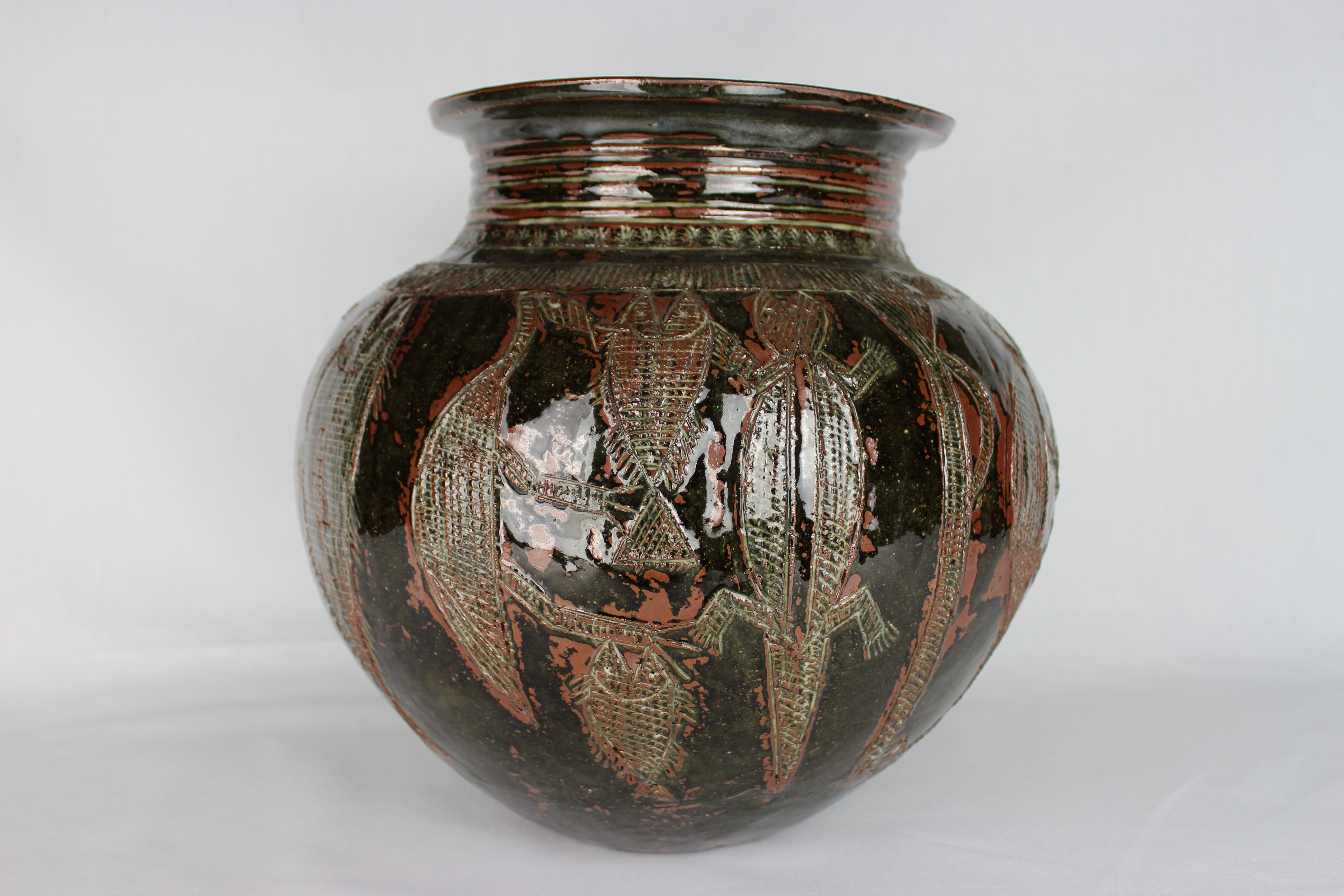
Vasija hecha a mano por Ladi Kwali con figuras incisas. Colección de cerámica Ismay Studio, York Art Gallery

## Trayectoria
Michael Cardew, que en 1951 fue nombrado oficial de alfarería en el Departamento de Comercio e Industria del Gobierno colonial de Nigeria, estableció el Centro de Formación de Alfarería en Suleja (entonces llamada "Abuja") en abril de 1952. Dos años más tarde, Ladi Kwali se incorporó a Abuja Pottery como su primera alfarera. Allí aprendió a trabajar con el torno, el esmalte, la cocción en el horno, la producción de saggares y el uso de la barbotina, y finalmente asumió el papel de instructora. Hacía cuencos con decoración esgrafiada, lo que implicaba sumergir los recipientes en engobe rojo o blanco y luego raspar la decoración a través del engobe hasta el cuerpo subyacente, usando una pluma de puercoespín. Cuando Cardew dejó su cargo en 1965, el centro había atraído a otras cuatro mujeres de Gwari: Halima Audu, Lami Toto, Assibi Iddo y Kande Ushafa. Estas mujeres trabajaban juntas en uno de los talleres, al que llamaron Dakin Gwari (la "sala Gwari"), para construir a mano grandes tinajas de agua. Daban forma y raspaban el interior de las ollas con el caparazón de un caracol, una vaina dura de semilla o una cáscara de calabaza. A continuación adaptaban sus diseños incisos tradicionales, incrustándolos con un engobe blanco de caolín y feldespato, que gravitaba en las decoraciones deprimidas. Después de cocer estas vasijas con un vidriado de celadón translúcido, las áreas con engobe aparecerían de color verde pálido en contraste con el cuerpo de gres verde oscuro o rojo hierro de las vasijas. Debido a que las vasijas construidas a mano y decoradas con adornos eran vidriadas y horneadas en un horno de alta temperatura, representaban un interesante híbrido entre la cerámica tradicional Gwari y la occidental. La vasija de Ladi Kwali por excelencia se fabricaba con arcilla de gres, se decoraba con patrones de lagarto y se cocía con un esmalte oscuro y brillante. Para los espectadores y coleccionistas occidentales, el esmalte oscuro era un signo de la "africanidad" de las vasijas.
De su tradición cultural, donde las mujeres eran las principales responsables de la alfarería, las cerámicas de Ladi Kwali se convirtieron en "objetos de arte". Las vasijas de Ladi Kwali se presentaron en exposiciones internacionales de cerámica de Abuya en 1958, 1959 y 1962, organizadas por Cardew. En 1961, Kwali hizo demostraciones de su trabajo en el Royal College, Farnham y Wenford Bridge, en Gran Bretaña. También expuso en Francia y Alemania durante ese tiempo. En 1972, realizó una gira por Estados Unidos con Cardew. Su trabajo fue expuesto con gran éxito en las Galerías Berkeley de Londres. A principios de la década de 1980, la cerámica de Abuya pasó a llamarse Cerámica Ladi Kwali.

## Premios y reconocimientos
- En 1954, las vasijas de Kwali se presentaron en la exposición internacional de cerámica de Abuya, organizada por Michael Cardew.
- Kwali recibió un MBE (Miembro de la Orden del Imperio Británico) en 1963.[13][14]
- En 1977, recibió un doctorado honoris causa de la Universidad Ahmadu Bello, de Zaria.[15]
- En 1980, el gobierno de Nigeria le otorgó la insignia del Nigerian National Order of Merit Award (NNOM),[16] la más alta distinción nacional académica.[15]
- También fue distinguida con la Orden del Níger (OON) en 1981.[15]
- Su foto aparece en la parte posterior del billete de 20 nairas de Nigeria.[15]
- Una calle importante en Abuya lleva el nombre de Ladi Kwali Road.[15]
- El Hotel Sheraton de Abuya alberga el Centro de Convenciones Ladi Kwali, que es una de las instalaciones para conferencias más grandes de Abuya, con de diez salas de reuniones y cuatro salones de baile.[15]
- Sus obras se encuentran en colecciones de todo el mundo, como el Museo Nacional Smithsonian de Arte Africano, en Estados Unidos, el Museo Victoria and Albert y la Galería de Cerámica de la Universidad de Aberystwyth, en Reino Unido.